# Londoni egyezmény (1913)
A londoni egyezmény (angol protocol of London) az első Balkán-háborút lezáró, 1913. május 30-án aláírt békeszerződés, amelyet az európai nagyhatalmak teljes felhatalmazásával működő londoni nagyköveti konferencia készített elő. Az egyezmény által rendezett legfőbb pontok Albánia függetlensége és államhatárai, a Szandzsák, Koszovó, Macedónia és Trákia hovatartozása, valamint az Oszmán Birodalom nyugati határai voltak.
A londoni egyezmény határozatait a Balkán-szövetség országai elégedetlenül vették tudomásul, s ennek következményeként 1913. június 29-én kitört a második Balkán-háború. A régió helyzetének időleges rendezését az ezt az újabb konfliktust lezáró, 1913. augusztus 12-én aláírt bukaresti egyezmény oldotta meg.

## Előzmények
Az 1912. október 8-án kitört háború során a Balkán-szövetségbe tömörült nemzetállamok, Bulgária, Görögország, Szerbia és Montenegró  erőiket egyesítve megtámadták az Oszmán Birodalmat. A török sereget Bulgária Konstantinápolyig szorította vissza, a függetlenségét vlorai nemzetgyűlésen, 1912. november 28-án kikiáltó Albánia északi részét Szerbia és Montenegró, déli területeit pedig Görögország rohanta le. Makedónia középső részét szintén Szerbia, déli területeit Görögország, Trákiát pedig Bulgária foglalta el. Török kezdeményezésre 1912. december 3-án a hadban álló felek két hónapra szóló fegyverszünetet kötöttek, és a nagyhatalmak által kezdeményezett londoni nagyköveti konferencián december 17-én Londonban megkezdődtek a békét előkészítő tárgyalások. A brit külügyminiszter, Edward Grey elnökletével zajló tárgyalássorozaton Franciaország, Németország, az Osztrák–Magyar Monarchia, Olaszország és Oroszország Londonba akkreditált nagykövetei vettek részt. A háborúban érintett államok küldöttségei csupán megfigyelőként vehettek részt a konferencián.
Albánia függetlensége felől már 1912. december 20-án pozitív döntés született, hosszabb viták árán pedig a nagykövetek 1913. március 22-éig döntést hoztak az albán állam északi és északkeleti határairól is.

## Az egyezmény tartalma
A végül 1913. május 30-án aláírt egyezményben a törökök lemondtak európai területeik nagy részéről a balkáni nemzetállamok, illetve Albániáról a nagyhatalmak javára. A londoni egyezménnyel a nagykövetek konferenciája elismerte az albán állam létét, a Balkán-szövetség tagjai pedig belenyugodtak, hogy a jövőben egy a nagyhatalmak delegáltjaiból álló Nemzetközi Határbizottság rendezi és állapítja meg az albán államhatárokat, illetve a vitatott hovatartozású égei-tengeri szigetcsoportok kérdését.
Az egyezmény rendelkezései nagy vonalakban a következők voltak:
- Albánia független állam, a szerbek megszállta Koszovót és Nyugat-Macedóniát kivéve az albán területekről Szerbia, Montenegró és Görögország köteles csapatait kivonni;
- a Szandzsákot Szerbia és Montenegró között felosztják;
- Bulgária megkapja Trákiának az Enez–Kıyıköy vonaltól északra fekvő területeit.
- Macedónia belső területeit Bulgária és Szerbia kapja, a partvidéki Thesszáliát pedig Görögországhoz csatolják.

A déli albán–görög államhatár kérdését a londoni egyezmény nem, csupán az 1913. december 17-én elfogadott firenzei egyezmény rendezte, az albán közigazgatás intézményi kereteit részletező statútumot pedig végül 1913. július 29-én publikálták a nagyhatalmak.
A nagyhatalmak később, 1912. augusztus 29-én írásba foglalták azt is, hogy Shkodra feladásáért cserébe Montenegró részére 30 millió frankos kölcsönt folyósítanak, s a jövőben kijelölik azt a montenegrói kikötővárost, ahova Szerbia korlátlan vasúti szállítási jogot kap.